# Bundesamt für Justiz (Schweiz)
Das Bundesamt für Justiz BJ (französisch Office fédéral de la justice OFJ, italienisch Ufficio federale di giustizia UFG. rätoromanisch Uffizi federal da giustia UFG) ist eine Bundesbehörde der Schweizerischen Eidgenossenschaft. Es ist eines von vier Bundesämtern des Eidgenössischen Justiz- und Polizeidepartements EJPD mit Sitz in Bern.

## Aufgaben
Das BJ ist für die Entwicklung und Formulierung von Verordnungen zu geltenden Gesetzen des schweizerischen Zivil-, Straf-, Schuldbetreibungs- und Konkursrechts, internationalen Privatrechts und teilweise des Staats- und Verwaltungsrechts zuständig, welche vom Bundesrat erlassen werden.
Als juristisches Fachkompetenzzentrum nimmt das Bundesamt die Beratungsfunktion für den Bundesrat und die Bundesverwaltung zu Fragen der schweizerischen Rechtsetzung und internationalen Verträge wahr. Das BJ wirkt auch als Schnittstelle zwischen der Rechtsetzung im Bund und der Umsetzung in den Kantonen.
Das Amt hat die Oberaufsicht des Handelsregister-, Zivilstands- und Grundbuchwesens auf Bundesebene und bewilligt den Grundstückerwerb von Ausländern. Als Bundesbehörde ist das Amt auch für den Strafvollzug und die Führung des Schweizerischen Strafregisters zuständig und funktioniert als Zentralstelle in Fällen von internationalen Kindesentführungen. Bei der internationalen Rechtshilfe und den Auslieferungen arbeitet es mit der Bundesanwaltschaft und ausländischen Behörden zusammen. Zu seiner Zuständigkeit gehört auch der internationale Menschenrechtsschutz.
Das Bundesamt für Justiz vertritt die Schweiz in mehreren internationalen Organisationen, bei denen Rechtsfragen prioritär sind. So im Europarat (ohne dessen Parlamentarische Versammlung, in der sechs Bundesparlamentarier die Schweiz repräsentieren) oder im Europäischen Gerichtshof für Menschenrechte (ausser der Rechtsprechung, bei der das Land – entsprechend der Gewaltentrennung – durch einen vom Bundesrat ernannten Schweizer Richter vertreten wird).

## Amtsvorsteher
Direktoren des Bundesamtes für Justiz:
- Michael Schöll, seit 1. September 2021[1]
- Martin Dumermuth, 2013–2021
- Michael Leupold, 2006–2013
- Heinrich Koller, 1988–2006
- Werner Kaiser, 1910–1924
- Michael Schöll, 2024-

## Personalbestand ab 2001
| Jahr | Vollzeitstellen |
| ---- | --------------- |
| 2001 | 247             |
| 2002 | 249             |
| 2003 | 248             |
| 2004 | 246             |
| 2005 | 229             |
| 2006 | 209             |
| 2007 | 205             |
| 2008 | 205             |
| 2009 | 208             |
| 2010 | 211             |
| 2011 | 213             |
| 2012 | 214             |
| 2013 | 215             |
| 2014 | 220             |
| 2015 | 219             |
| 2016 | 220             |
| 2017 | 224             |
| 2018 | 228             |
| 2019 | 237             |
| 2020 | 238             |
| 2021 | 244             |
| 2022 | 249             |
| 2023 | 260             |
| 2024 | 273             |

## Fussnoten
1. ↑  Michael Schöll wird neuer Direktor des Bundesamts für Justiz. In: admin.ch. Der Bundesrat, Eidgenössisches Justiz- und Polizeidepartement, Bundesamt für Justiz, 25. Februar 2021, abgerufen am 26. Februar 2021.
2. ↑  Staatsrechnungen 2003-2006 (Statistikteil). In: Eidgenössische Finanzverwaltung EFV. Abgerufen am 4. August 2025.
3. ↑  Ab 2007 (Einführung des Neuen Rechnungsmodells NRM): Datenportal Bundeshaushalt: Anzahl Vollzeitstellen nach Verwaltungseinheit. In: Eidgenössische Finanzverwaltung EFV. Abgerufen am 4. August 2025.

Koordinaten: 46° 56′ 41,1″ N, 7° 26′ 33,1″ O; CH1903: 600297 / 199296